# فورتاليزا الكولومبي
نادي فورتاليزا  (بالإسبانية: Fortaleza C.E.I.F.) هو نادي كرة قدم كولومبي.